# M1903 스프링필드
M1903 스프링필드(영어: M1903 Springfield, 이전명칭 United States Rifle, Model 1903 이라고도 부른다)는 스페인과의 전쟁 이후 미국이 채택한 볼트액션 소총이다.

## 역사
1898년 미국-스페인 전쟁에서 스페인군은 독일 마우저의 M1893 마우저 볼트 액션 소총을 사용했다. 불과 750명의 스페인군이 15,000명의 미군의 진격을 지연시켰다. 미군은 M1892 스프링필드 볼트 액션 소총을 사용했다. 스페인군은 불과 몇 분만에 미군 1,400명을 부상케 했다. 미군은 이 전쟁을 사후 평가하여, M1892 스프링필드 소총을 대체할 신무기 개발을 결정했다.
M1903 스프링필드는 1차세계대전 때 사용되었다. 2차세계대전 때 M1 개런드에 밀려 제식화 되지는 못했으나 저격수들에게 다수 보급되었다. 스프링필드는 명중률이 뛰어나 한국 전쟁, 베트남 전쟁에도 사용되는 등 거의 반세기 동안 쓰였다.

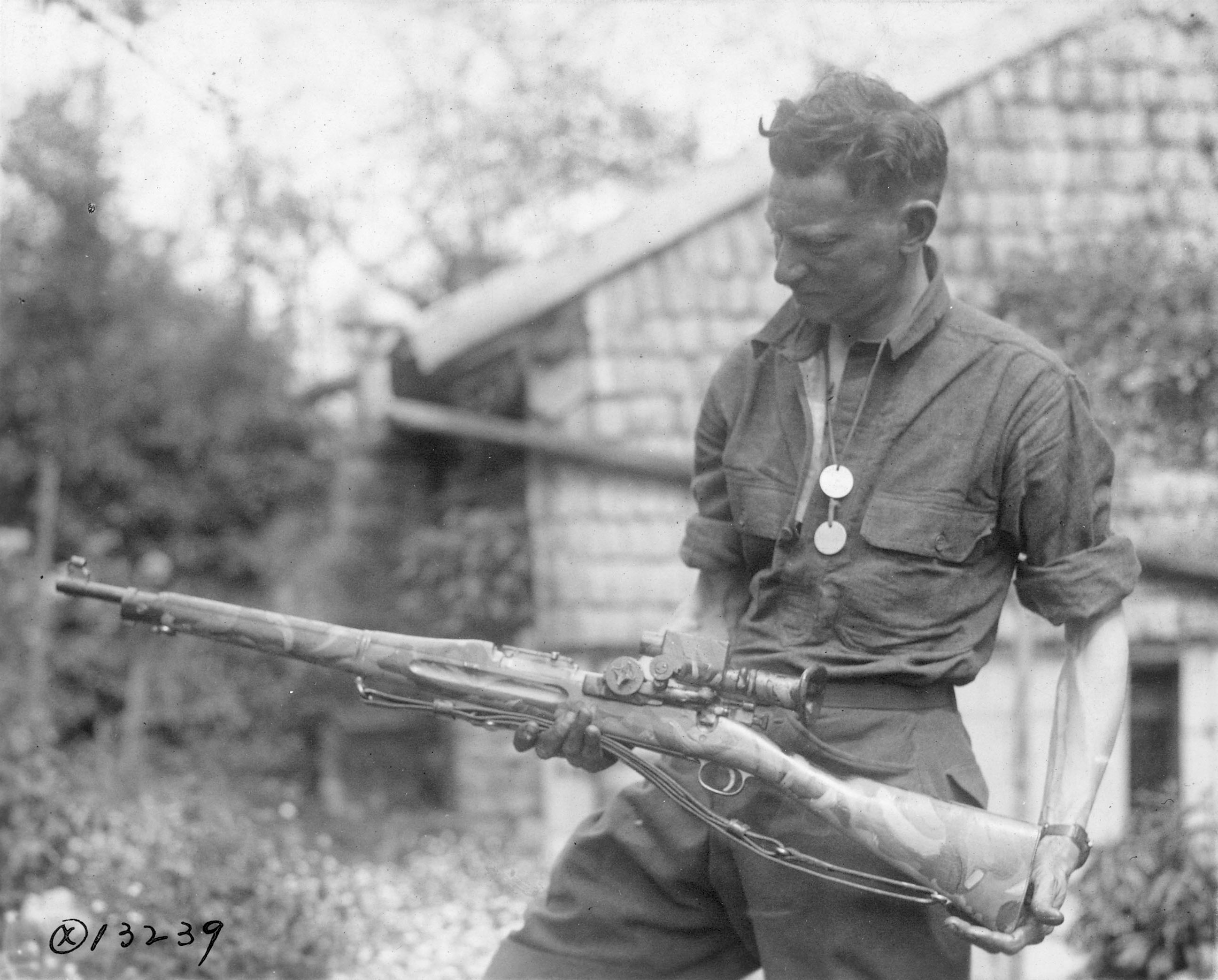
1918년 프랑스에서 망원 조준경이 장착된 스프링필드를 들고 있는 미군 저격수

## 영화
라이언 일병 구하기에서 저격수인 대니얼 잭슨 일병(배리 페퍼)이 M1903 스프링필드 저격총을 사용한다. 2차대전 당시 미군 저격수들은 M1903 스프링필드 저격총을 사용했다.

## 같이 보기
- Kar98k - 독일군의 동시대 볼트 액션 소총
- M24 SWS - 현재 미군의 볼트 액션 소총